# ميخائيل دالي
ميخائيل دالي (بالإنجليزية: Michael Daly) هو لاعب كرة قدم أمريكي، ولد في 4 يونيو 1987 في سونوما في الولايات المتحدة. لعب مع نادي ساكارامينتو ريببلك.